# Smiley (kvalitetsmärkning)
Smileyn är ett system för kvalitetsmärkning för livsmedelsverksamheter, såsom caféer, restauranger, gatukök och livsmedelsbutiker, som används av de skånska kommunerna Malmö, Eslöv, Hässleholm, Perstorp, Örkelljunga, Klippan och Höganäs, med förebild från Danmark. Därefter har även Halmstad, Trelleborg och Ängelholm anslutit sig till Smileyn. Smileyn har spridit sig vidare i Sverige och finns inte bara i Sveriges södra delar. Bland annat förekommer detta system i Uppsala.
År 2001 införde det danska livsmedelsverket, Fødevarestyrelsen, systemet med smileys som en kvalitetsmärkning för hygienen på matinrättningar för att vägleda de danska konsumenterna. En inrättning kan få antingen en väldigt glad, en något glad, en allvarlig eller en sur smiley, beroende på hur god efterlevelsen av hygienkraven är. Inspektionsrapporten ska sedan hängas upp väl synligt för konsumenterna, så att dessa ska få en uppfattning om hur god hygien respektive inrättning har. Man har även börjat publicera rapporterna på internet.
År 2004 beslutade Helsingborgs stad om att införa ett liknande system i sin kommun. Då det inte fanns något lagstöd i Sverige för att tvinga affärsinnehavarna att hänga upp rapporterna var detta frivilligt. Märkningen var förenklad och bestod endast i en glad gubbe om verksamheten klarat den senaste livsmedelsinspektionen, men fick endast användas av de som klarat inspektionen. Helsingborgs stad beslutade att sluta använda Smileymärkningen från 1 januari 2023. Efter 2004 har ett antal andra svenska kommuner infört systemet.